# Dzwola (plaats)
Dzwola is een dorp in het Poolse woiwodschap Lublin, in het district Janowski. De plaats maakt deel uit van de gemeente Dzwola.